# Raunheim
Raunheim est une commune allemande située dans l'arrondissement de Groß-Gerau en Hesse. 

## Géographie
La ville se situe au cœur de la région Rhin-Main entre Francfort-sur-le-Main et Mayence, sur la rive sud du Main, et fait partie de l'aire métropolitaine de Francfort.

## Politique et administration
La commune est administrée par un conseil municipal de 31 membres élus pour cinq ans. À l'issue des élections du 14 mars 2021, le conseil est ainsi constitué :
| Parti                            | Sièges |
| -------------------------------- | ------ |
| Parti social-démocrate (SPD)     | 15     |
| Union chrétienne-démocrate (CDU) | 7      |
| Verts                            | 4      |
| Parti libéral-démocrate (FDP)    | 3      |
| Forum Neues Raunheim             | 1      |
| Électeurs libres (FW)            | 1      |

## Source et références
- (de) Cet article est partiellement ou en totalité issu de l’article de Wikipédia en allemand intitulé « Raunheim » (voir la liste des auteurs).

1. ↑  (de) Kommunalwahlen, statistik.hessen.de